# 庫爾舍奈
庫爾舍奈是立陶宛的城市，位於該國北部希奧利艾以北25公里的文塔河畔，由希奧利艾縣負責管轄，海拔高度105米，面積11.92平方公里，2010年人口13,372。